# Варакин, Иван Иванович (поэт)
Иван Иванович Варакин (1759/1760 — после 1817) — русский поэт-крестьянин.

## Биография
Крепостной князей Голицыных. Предки Варакина были холмогорскими крестьянами; отец (обращённый в крепостное состояние около 1750 года) управлял имениями графов Строгановых и Голицыных в Пермской губернии (во главе более 1200 вооружённых крепостных участвовал в подавлении
восстания Е. И. Пугачёва. С юных лет Варакин, помогая отцу, сопровождал соляные караваны по Каме и Волге, позднее в Нижнем Новгороде ведал делами вотчин, железоделательных заводов и соляных варниц. Видимо, в это время получил некоторые навыки судебного ходатая. В начале 1890-х гг. жил в Петербурге, затем вернулся на Урал. Подолгу (с 1806) бывал в Петербурге, был «уполномочен от многих знатных лиц» обращаться с прошениями в Сенат.
Первые выступления в печати ― два стихотворения в журнале И. А. Крылова «Зритель»: «Любезному сыну моего истинного благодетеля» и «Долина» (1792). В 1806 году отдельным изданием вышел посвящённый Г. Р. Державину «Мадригал покровителю нещастных» и сборник «Торжествующий Петроград в день рождения… великой княжны Елисаветы Александровны. Ноября 3-го дня», включающий пять стихотворений. Мировоззрение Варакина сочетало веру в добрые намерения монарха с резкими антикрепостническими высказываниями: сборник стихов «Пустынная лира забвенного сына nрироды И. В.» (1807), посвящённый великому князю Константину Павловичу, и стихотворения «Глас истины к гордецам», «Нещастный в узах» (оба ― 1812). В более ранних стихах (1790-е гг.) идеализировал ограничившую дворянские свободы политику Павла I: император и его бывший законоучитель митрополит Платон (Левшин) представлялись ему идеалом государя и первосвященника (стихотворение «Русская nравда в царствование императора Павла I», 1797).
В разное время Державин, С. С. Уваров, Н. Н. Новосильцов, Т. И. Тутолмин, С. С. Ланской обращались к А. М. и С. М. Голицыным с предложением о выкупе Варакина. Несмотря на высокое положение заступников и значительность выкупа во всех случаях был получен отказ. Около 1810 года Варакин сблизился с В. Г. Анастасевичем, высоко ценившим его творчество. Анастасевич опубликовал несколько стихотворений Варакина в своём журнале «Улей» (1812). Варакин состоял с Анастасевичем в переписке (1812―1817). Антикрепостническая книга В. Стройновcкого (1811) вызвала «Стихи на случай издания книги мудрым графом Стройновским „Об условиях помещиков с крестьянами“» Варакина. Впервые это стихотворение с дополнениями и в редакции Анастасевича под названием «Другу людей В. С.» было напечатано в журнале «Улей» (1812).